# Demolition (album Ryana Adamsa)
Demolition je treći album Ryana Adamsa objavljen 24. rujna 2002. Sastavljen je uglavnom od pjesama koje se nisu našle na njegova dva prethodna albuma ili nisu bile dovršene u to vrijeme.

## Popis pjesama
1. "Nuclear"
  - Ryan Adams - vokali, električna gitara
  - Bucky Baxter - Pedal Steel gitara
  - Billy Mercer - bas
  - Brad Pemberton - bubnjevi
  - Brad Rice - električna gitara
2. "Hallelujah"
  - Ryan Adams - vokali, gitara, harmonika
  - Sheldon Gomberg - bas
  - Ethan Johns - bubnjevi, B3, električna gitara, prateći vokali
  - Greg Leisz - Steel gitara
  - Chris Stills - 12-žičana akustična gitara, prateći vokali
3. "You Will Always Be The Same"
  - Ryan Adams - vokali, gitara
  - Mikael Nord Andersson - Dobro
  - Michael Blair - Djembe Heartbeat
  - Svante Henryson - čelo
4. "Desire"
  - Ryan Adams - vokali, gitara, harmonika
  - Sheldon Gomberg - bas
  - Ethan Johns - bubnjevi, ukulele
  - Greg Leisz - Steel gitara
  - Julianna Raye - prateći vokali
  - Chris Stills - B3
5. "Cry On Demand"
  - Ryan Adams - vokali, klavir, gitara, bas
  - Bucky Baxter - gitara, prateći vokali
6. "Starting To Hurt"
  - Ryan Adams - vokali, električna gitara
  - Bucky Baxter - Pedal Steel gitara
  - John Paul Keith - gitara
  - Billy Mercer - bas
  - Brad Pemberton - bubnjevi
7. "She Wants To Play Hearts"
  - Ryan Adams - vokali, gitara
  - Bucky Baxter - prateći vokali
8. "Tennessee Sucks"
  - Ryan Adams - vokali, električna gitara, klavir
  - Bucky Baxter - Pedal Steel gitara
  - Brad Pemberton - bubnjevi
  - Brad Rice - električna gitara
9. "Dear Chicago"	 
  - Ryan Adams - vokali, gitara
  - Bucky Baxter - gitara
10. "Gimme A Sign"
  - Ryan Adams - vokali, električna gitara
  - Bucky Baxter - Pedal Steel gitara
  - John Paul Keith - gitara
  - Billy Mercer - bas
  - Brad Pemberton - bubnjevi
11. "Tomorrow"
  - Ryan Adams - vokali, gitara
  - David Rawlings - gitara
  - Gillian Welch - prateći vokali
12. "Chin Up, Cheer Up"
  - Ryan Adams - vokali, gitara
  - Ethan Johns - bubnjevi, bas
  - Greg Leisz - Steel gitara, dobro
13. "Jesus (Don't Touch My Baby)"
  - Ryan Adams - vokali, gitara, sintesajzer, bas, drum machine

## Popis izvođača
- Ryan Adams - vokali, gitara, električna gitara, harmonika, bas, klavir, sintesajzer, drum machine
- Mikael Nord Andersson - Dobro
- Bucky Baxter - Pedal Steel gitara, prateći vokali, gitara
- Michael Blair - Djembe Heartbeat
- Sheldon Gomberg - bas
- Svante Henryson - čelo
- Ethan Johns - bubnjevi, prateći vokali, električna gitara, ukulele, bas, B3
- John Paul Keith - gitara
- Greg Leisz - Steel gitara, dobro
- Billy Mercer - bas
- Brad Pemberton - bubnjevi
- David Rawlings - gitara
- Julianna Raye - prateći vokali
- Brad Rice - električna gitara
- Chris Stills - prateći vokali, 12-žičana akustična gitara, B3
- Gillian Welch - prateći vokali